# Imago Mundi
Imago Mundi es el título original y en latín de varios libros incluyendo el más famoso que es un texto de cosmografía, escrito en 1410 por el teólogo francés Pierre d'Ailly. Imago es un latinismo que significa imagen o incluso representación. Por tanto, el título del libro es “Imagen del Mundo”. Posteriormente se ha generalizado su uso para expresar la interpretación y representación del mundo en un momento de la historia.

## Descripción
El libro es en realidad una serie de 24 tratados, incluido el primero, titulado Tractatus de Imagine Mundi que circuló principalmente en forma de manuscrito. Alrededor de 1483 se realizó la primera edición impresa (grabado en madera) en Lovaina.
D'Ailly escribió su obra basándose en autores antiguos como Aristóteles, Claudio Ptolomeo, Plinio el Viejo, en los padres de la Iglesia, como en San Agustín y en escritores árabes, como Averroes o Avicena. Una de sus fuentes preferidas fue el Opus Maius (“gran obra” en latín)  de Roger Bacon y no dudó en señalar las contradicciones entre los diferentes autores.
El libro está ilustrado con un mapa del mundo, todavía influido por los mapas OT (Orbis Terrarum) de la Edad Media. A diferencia de la mayoría de los mapas medievales tiene el norte en la parte superior de la página. La tierra aparece como un mundo dividido en zonas climáticas, y las superficies terrestres se recogen en el hemisferio norte.

## Consecuencias
Cristóbal Colón poseía una copia tardía editada en Lovaina  (que dataría de aproximadamente 1483) de la obra de Pierre d'Ailly cuando se embarcó en su primer viaje a América. Este ejemplar anotado de su mano se conserva en la Biblioteca de la Institución Colombina de Sevilla. Por tanto, fue su libro de referencia en su Empresa de Indias.
La expresión Imago Mundi fue tomada como título por otros libros, incluyendo una historia de los Jesuitas.